# Станишич, Саша
Саша Станишич (босн. Saša Stanišić, 7 марта 1978 года, Вишеград) — немецкий писатель.

## Биография
Отец — серб, мать — боснийка. В 1992 году семья бежала от Боснийской войны в Германию. Учился в Гейдельбергском университете, а затем писательское ремесло в Немецком литературном институте Лейпцига. В 1995 году, когда родители решили перебраться в США, остался в Германии. Преподавал в Университете Бакнелла (Пенсильвания, США). Начал публиковаться в 2001 году. Выступает как прозаик драматург, эссеист, пишет на немецком языке.

## Произведения

### Новеллы
- 2001 — In Silence I Trust
- 2002 — Zinke
- 2002 — get done: strippen, kajal
- 2003 — Wie Selim Hadzihalilovic zurückgekehrt ist, …
- 2003 — Heinz Harald Frentzen hat Schnupfen
- 2005 — Billard Kasatschok
- 2005 — Träum! Traum, Traumata
- 2005 — Äcki spielt auf für die Jungs und Petra, den Funker
- 2005 — Was wir im Keller spielen …
- 2005 — Hai Nuun in Veletovo
- 2005 — Zwei Anweisungen für Strukturstabilität, jeweils mit Beispielen, dazu zwei kleinere Erledigungen
- 2007 — George W. mit Mikimaus-Ohren

### Пьесы
- 2005 — Träum! Traum, Traumata, инсценировка одноимённой новеллы
- 2006 — Wie der Soldat das Grammofon repariert, инсценировка одноимённого романа

### Романы
- 2006 — Как солдат граммофон чинил / Wie der Soldat das Grammofon repariert (рус. пер. 2010)
- 2014 — Vor dem Fest ("Перед праздником")
- 2019 — Herkunft ("Происхождение")

### Эссе
- 2005 — Doppelpunktnomade

## Признание
- Поощрительная литературная премия города Бремена (2007)
- Поощрительная премия имени Хаймито фон Додерера (2008)
- Премия имени Адельберта фон Шамиссо (2008)
- Премия Альфреда Дёблина (2013)
- German Book Prize[англ.] (2019)
- Schiller Prize of the City of Marbach[англ.] (2021)